# (1618) Dawn
(1618) Dawn – planetoida z grupy pasa głównego asteroid okrążająca Słońce w ciągu 4 lat i 314 dni w średniej odległości 2,87 au. Została odkryta 5 lipca 1948 roku w Union Observatory w Johannesburgu przez Ernesta Johnsona. Nazwa planetoidy pochodzi od imienia wnuczki odkrywcy. Przed nadaniem nazwy planetoida nosiła oznaczenie tymczasowe (1618) 1948 NF.